# Deutz D 7206
Der Deutz D 7206 ist ein Traktor aus der D-06 Reihe, den Klöckner-Humboldt-Deutz von 1974 bis 1981 in Köln als Ersatz für den D 7006 herstellte. Insgesamt verließen rund 6200 Exemplare von dem in rahmenloser Blockbauweise konzipierten Traktor das Werk. Neben dem normalen Hinterradantrieb wurde auch eine schwerere Allradversion angeboten. Optional konnte der Deutz-Traktor ab 1976 als besondere Ausführung mit einer anderen Ausstattung und einer Komfort-Kabine geordert werden. Ab 1978 wurde die Lackierung des Schleppers auf einen schwarzblauen Rumpf und silberne Felgen umgestellt.

## Technik
Der Motor vom Typ F4L 912 ist ein luftgekühlter Vierzylinder-Direkteinspritzer mit Massenausgleich, Trockenluftfilter und Axialgebläse. Er erzeugt aus 3768 cm³ Hubraum eine Leistung von 72 PS und beschleunigt den Traktor auf eine Höchstgeschwindigkeit von 27,6 km/h. Das maximale Drehmoment beträgt 237 Nm bei 1600 Umdrehungen pro Minute. Ab Produktionsbeginn im Jahre 1974 erhielt der Traktor das Getriebe vom Typ TW 55.4 mit 12 Vorwärts- und 4 Rückwärtsgängen. Von 1978 bis 1981 wurde dann das Getriebe TW 56.10 verbaut. Das neue Getriebe ermöglichte das Schalten mittels Hebel am Lenkrad.